# Primer Congrés Universitari Català
Primer Congrés Universitari Català, fou el congrés que els professors, estudiants i intel·lectuals catalans de finals del segle xix inicis del XX celebraren a Barcelona del dia 31 de gener al 2 de febrer de 1903 per a tractar de l'organització d'una universitat catalana autònoma.
El 1898, Lluís Domènech i Muntaner en una seva intervenció a l'Ateneu Barcelonès apuntava les línies bàsiques per a l'autonomia universitària catalana.
"És menester fer autònoma la universitat de Catalunya: que s'organitzi més àmplia i pràctica, disposant d'allò que l'estat hi destina ara i d'allò que Catalunya, mestressa dels seus recursos, té l'obligació d'afegir-hi. Cal que es triï i es formi el seu professorat i els seus directors amb els procediments que li sembli. Que cridi cada any a les seves càtedres algunes de les grans capacitats estrangeres per donar-hi cursos curts i pràctics de les especialitats i dels descobriments, experiències i operacions novament fetes." 
Posicionament que s'enfrontava als grans prohoms de la reforma escolar espanyola del segle xix que no pensaren mai en l'establiment de veritables centres d'ensenyament superior al marge de la Universitat de Madrid, com molt bé expressaria Claudio Moyano a les Corts, el juny de 1857, durant la discussió de la Llei que portaria el seu nom " En España hasta 1824 ha habido más de 30 universidades: las vicisitudes de los tiempos y el plan de 1824 las redujeron a 13; el plan de 1845 las ha reducido a 10; y diré más, no las redujo a solo 10, sino real y verdaderamente a una, porque en rigor no hay más universidad que la de Madrid; las demás tienen sus facultades ramas de enseñanza, y podrían muy bien llamarse colegios; pero para no chocar con la opinión pública y no mortificar el amor propio de las localidades, se les llama universidades, aunque en esencia no les queda de esto más que el nombre"
El moviment preconitzava una universitat catalana independent que comencés a comptar en l'estadi científic d'Europa i que el renaixement de la nostra llengua no quedés ancorat a la premsa, la literatura i la poesia, sinó que s'estengués a tots els ordres del saber i la cultura, entre les quals la càtedra universitària.
La catalanització de la Universitat i l'ús del català a la Universitat fou contrastat tant per l'administració espanyola com per catedràtics espanyols que tenien plaça a la Universitat de Barcelona, especialment significativa fou l'oposició del doctor Rafael Rodríguez Méndez, catedràtic de la Universitat de Barcelona des de 1874 i rector (1901-1905), fou un prestigiós higienista vinculat al Partit Radical, però totalment contrari a la catalanització de la universitat, com a representant de l'ensenyament universitari a Catalunya. No va permetre que el Primer Congrés se celebrés al Paranimf de la Universitat de Barcelona, que hauria estat la seva seu natural. El seu fill Àngel Rodríguez Ruiz fou el fundador i primer president del club de futbol Reial Club Deportiu Espanyol.
El congrés tingué una important participació amb l'assistència de 1280 congressistes, i fou presidit per en Jaume Algarra i Postius, que havia estat secretari de la comissió organitzadora formada pel Centre Escolar Catalanista, l'Agrupació Escolar Catalanista Ramon Llull, l'Associació Protectora de l'Ensenyança Catalana i la Federació Escolar Catalana. Defensaren les ponències Cebrià de Montoliu, Eugeni d'Ors, Domènec Martí i Julià i Josep Bertran i Musitu, entre d'altres, i hi tingueren una intervenció destacada Lluís Domènech i Montaner, Joan Bardina i Joaquim Casas i Carbó. Hom hi acordà la creació dels Estudis Universitaris Catalans, i les ponències i esmenes foren publicades en un volum el 1905.